# Figaro och kanariefågeln
Figaro och kanariefågeln (engelska: Figaro and Frankie) är en amerikansk animerad kortfilm från 1947. Filmen är den sista av tre filmer med katten Figaro i huvudrollen.

## Handling
Mimmi Pigg har skaffat en kanariefågel vid namn Frankie, en fågel som katten Figaro har svårt att tycka om. Han bestämmer sig för att göra sig av med fågeln, men får dåligt samvete när han märker att den är nära på att bli uppäten av en ilsken hund.

## Om filmen
Filmen hade svensk premiär den 19 april 1948 på biografen Spegeln i Stockholm.
Filmen har haft flera svenska titlar genom åren. Vid biopremiären 1948 gick filmen under titeln Figaro och kanariefågeln. Alternativa titlar till filmen är Figaro och Frankie, Figaro på fågeljakt och Katten Figaro och fågelungen.
Filmen finns sedan 1996 dubbad till svenska.

## Rollista
| Roll       | Originalröst  | Svensk röst   |
| Figaro     | Clarence Nash | ingen röst    |
| Mimmi Pigg | Ruth Clifford | Åsa Bjerkerot |